# Vor Frue Sogn (Aalborg Kommune)
 Ikke at forveksle med Vesterkær Sogn.
 For alternative betydninger, se Vor Frue Sogn. (Se også artikler, som begynder med Vor Frue Sogn)
Vor Frue Sogn er et sogn i Aalborg Budolfi Provsti (Aalborg Stift).
Vor Frue Sogn hørte geografisk til Fleskum Herred i Aalborg Amt og lå i den østlige del af Aalborg købstad, som ved kommunalreformen i 1970 blev kernen i Aalborg Kommune.
I Vor Frue Sogn ligger Vor Frue Kirke.

## Udskilninger
I 1933 blev Sankt Markus Kirke opført, og Sankt Markus Sogn blev udskilt fra Vor Frue Sogn. I 1966 blev Hans Egedes Sogn udskilt fra Vor Frue Sogn og Vejgaard Sogn, der også havde hørt til Fleskum Herred og lå i Aalborg købstad.
Aalborg Frue Landsogn, der omfattede øen Egholm i Limfjorden, hørte i 1800-tallet til Kær Herred i Aalborg Amt. Egholm hører nu til Vesterkær Sogn, der i 1962 blev udskilt fra Vor Frelsers Sogn.